# Shinji Tanaka
Shinji Tanaka (jap. 田中 真二 Tanaka Shinji; * 25. September 1960 in Yono (heute Chūō, Saitama), Saitama) ist ein ehemaliger japanischer Fußballspieler.

## Nationalmannschaft
1980 debütierte Tanaka für die japanische Fußballnationalmannschaft. Tanaka bestritt 17 Länderspiele.

## Errungene Titel
- Japan Soccer League: 1988/89, 1989/90
- Kaiserpokal: 1983, 1985, 1988, 1989, 1991

## Persönliche Auszeichnungen
- Japan Soccer League Best Eleven: 1989/90